# Kizito Mihigo
Kizito Mihigo (Kibeho, 25 juli 1981 – Kigali, 17 februari 2020) was een Rwandees organist, componist van kerkmuziek, songwriter, gospelzanger en televisiepresentator. Na een muzikale carrière in eigen land, ging hij voor studie naar het Conservatoire de Paris. Hierna musiceerde hij in België en vervolgens keerde hij terug naar Rwanda. In eerste instantie rees zijn populariteit als componist en zanger, tot hij een kritisch lied schreef over zijn land en hij in 2015 veroordeeld werd tot tien jaar gevangenisstraf. Hij werd in februari 2020 dood in zijn cel aangetroffen.

## Biografie

### Achtergrond en opleiding
Mihigo werd geboren in het district van Nyaruguru in de voormalige provincie Gikongoro (tegenwoordig Zuid Provincie) in Rwanda. Op 9-jarige leeftijd begon hij met het componeren van liederen. Toen hij 5 jaar later nog op de middelbare school zat, ontwikkelde hij zich tot een van de populairste liturgische organisten en componisten van de Rwandese Katholieke Kerk.
Tijdens de Rwandese Genocide in 1994 verloor hij zijn familie en werd hij wees. Hij ontsnapte naar Burundi waar hij in contact kwam met andere familieleden die ook de genocide hadden overleefd. Hij probeerde tevergeefs om lid te worden van het Rwandese Patriottische Leger (RPA) om zijn familie te wreken. In juli 1994 keerde hij terug naar Rwanda. Na de middelbare school schreef hij zich in voor het seminarie om priester te worden. Geïnspireerd door muziek en het christelijk geloof kwam hij tot vergeving van de moordenaars van zijn vader.
In 2001 werkte hij mee aan het componeren van het Rwandese volkslied. Financieel gesteund door president Paul Kagame kon hij met een presidentiële studiebeurs aan het Conservatoire de Paris studeren. In Parijs volgde hij bij hoogleraar Francoise Levechin-Gangloff lessen in orgelspel en compositie. Hierna begon hij zijn internationale muziekcarrière vanuit België.

### Terug naar Rwanda
In 2011 vestigde Mihigo zich weer in Rwanda. Daar is hij uitgegroeid tot een artistieke persoonlijkheid die landelijk gerespecteerd wordt. Hij werd uitgenodigd om te zingen bij alle nationale plechtigheden om de genocide te herdenken. Ook rees zijn bekendheid vanwege veelvuldige optredens tijdens officiële ceremonieën van de regering waarin het volkslied werd opgedragen aan de president en andere senior-afgevaardigden.
Zijn meest populaire concerten kende hij in 2011 met Pasen en Kerstmis.
Sinds 2012 presenteerde hij het wekelijkse televisieprogramma Umusanzu w’umuhanzi (de bijdrage van de artiest). Hierin besprak hij zijn concerten met gevangenen en studenten. Eens per maand organiseerde hij daarnaast een programma met een interreligieuze dialoog met religieuze leiders ten behoeve van de vredesopbouw.

### Privéleven
Mihigo is katholiek, vrijgezel en heeft geen kinderen. In 2012 ging het gerucht dat hij een liefdesrelatie zou hebben met Miss Jojo. Het zou volgens henzelf om een vriendschap gaan. In 2009 werd hij door de showbizzmedia uitgeroepen tot een van de meest begeerde Rwandese persoonlijkheden. In 2013 plaatste The New Times hem in de top-8 van de mooiste mannelijke landelijke beroemdheden.

### Inzet voor vrede en verzoening
In 2007, toen hij nog in Europa verbleef, organiseerde hij samen met een Franse ngo een mis voor vrede in Afrika in Brussel. Ook organiseerde hij een requiem-mis met muziek voor geweldslachtoffers wereldwijd. Hij werkte in dit kader met André Léonard die erna in 2010 de aartsbisschop van Brussel werd. In 2010 richtte hij de Kizito Mihigo Peace Foundation (KMP) op, een ngo die zich inzet voor vrede en verzoening. Eenmaal terug in Rwanda werkte hij met zijn KMP samen met de regering en de Amerikaanse ambassade, en zetten zij samen het project World Vision International op. Met dit project onderwees hij op scholen en gevangenissen over de waarde van vrede en verzoening. Daarnaast zette hij vredesclubs op.

### Kritiek
Hij kreeg ook kritiek, met name vanwege zijn hechte relatie met de zittende regering. De kritiek kwam vooral van christelijk fans die teleurgesteld waren in zijn keuze voor een politiek-georiënteerde richting als liturgische componist. Naar zijn religieuze concerten in Kigali en zijn geboorteplaats Kibeho kwamen verschillende ministers.

### Arrestatie en vonnis
Na acht dagen vermist te zijn, maakte de politie op 15 april 2014 aan journalisten bekend dat Mihigo was vastgenomen op verdenking van het beramen van terroristische aanslagen en van samenwerking met de oppositiepartij Democratic Forces for the Liberation of Rwanda (FDLR). Kort ervoor had hij een kritisch lied uitgebracht dat vrijwel meteen werd verboden. Kort voor de arrestatie had president Kagame tegenover afstuderende politiestudenten laten weten: "Ik ben geen zanger die haters van Rwanda vermaakt." Een paar uur na de rechtszaak op 21 april 2014 werd een interview met hem uitgezonden waarin hij bekende schuldig te zijn aan alle aanklachten. In een later interview liet hij weten dat hij een declaratie van de regering had voorgelezen.
Op 27 februari 2015 werd Mihigo veroordeeld tot 10 jaar gevangenisstraf nadat hij schuldig was bevonden aan samenzwering tegen de regering van Kagame. Wel werd hij vrijgesproken voor de aanklacht van samenzwering voor terrorisme.
Op 18 februari 2020 werd Minhigo levenloos teruggevonden in een politiecel in Rwanda en de oppositie vermoedt dat hij door politiegeweld om het leven is gekomen.
Hij was drie dagen eerder gearresteerd toen hij (volgens de officiële lezing van de overheid) probeerde het land te ontvluchten richting buurland Burundi.

## Composities
Sinds de genocide in 1994 heeft hij in twintig jaar tijd meer dan 400 liederen gecomponeerd. De meeste populaire liederen zijn:
- Arc en ciel (regenboog)[10]
- Twanze gutoberwa amateka (Onze geschiedenis zal niet verpest worden)[3]
- Inuma (Duif)[2]
- Iteme[10]
- Urugamba rwo kwibohora (De strijd om verlossing)[15]
- Mon frère congolais (Mijn Congolese broer)
- Mwungeri w'intama[3]
- Yohani yarabyanditse (Johannes beschreef het)[9]
- Turi abana b'u Rwanda (We zijn kinderen van Rwanda)[3]
- Igisobanuro cy'urupfu (De betekenis van de dood)[18]
- Umujinya mwiza (De goede woede)[21]

## Prijzen
In augustus 2011 ontving Mihigo de Celebrating Young Rwandan Achievers-prijs (CYRWA) van de Imbuto Foundation, een organisatie van Jeannette Kagame, de first lady van Rwanda.
In april 2013 werd de Kizito Mihigo Peace Foundation door de Rwanda Governance Board uitgeroepen tot de top tien lokale ngo's die good governance in Rwanda hadden gestimuleerd. Met deze classificatie was de RGB-prijs gemoeid van 8 miljoen Rwandese frank.
President Kagame duidde Mihigo voorheen altijd aan als een voorbeeld voor jonge Rwandezen.